# Zo zijn
Zo zijn is een lied van de Nederlandse muzikant sor. Het werd in 2022 als single uitgebracht en stond in 2023 als zeventiende track op het album Bae doven.

## Achtergrond
Zo zijn is geschreven door Okke Punt, Erik Satie en Rosario Mussendijk en geproduceerd door sor. Het is een nummer dat past in het genre alternatieve hiphop, waarin het kan omschreven worden als nederhop en trap met effecten uit de klassieke muziek. In het lied combineert sor een Jersey club-beat met Gymnopédie No. 1 van Erik Satie uit 1888. In het lied rapt en zingt sor over dat het leven gaat zoals het gaat, met voor- en tegenspoeden. Het nummer was een voorlopen van de ep Bae doven no. 1, dat later met de eps Bae doven no. 2 en Bae doven no. 3 het volledige album Bae doven vormde.

## Hitnoteringen
De artiest had bescheiden succes met het lied in Nederland. Het stond op de 52e plaats van de Single Top 100 in de enige week dat het in deze hitlijst te vinden was. De Top 40 en haar Tipparade werden niet bereikt.